# Blas Cantó

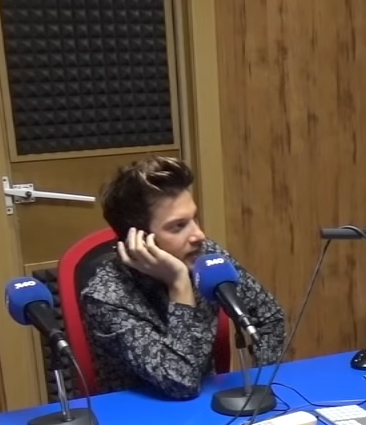
Blas Cantó, 2018

Blas Cantó (* 26. Oktober 1991 in Ricote) ist ein spanischer Popsänger.

## Werdegang
Nach seiner Teilnahme an EuroJunior, der spanischen Auswahl für den Junior Eurovision Song Contest 2004, wurde Blas Cantó dem spanischen Publikum erstmals bekannt. Den Wettbewerb verlor er an die spätere Gewinnerin des JESC María Isabel. Blas Cantó hat 2011 mit der Band Auryn an der spanischen nationalen Auswahl für den Eurovision Song Contest teilgenommen. Die Band erreichte dort den zweiten Platz.
Er sollte Spanien beim Eurovision Song Contest 2020 in Rotterdam mit dem Lied Universo vertreten. Anders als die Teilnehmer der letzten Jahre, die sich beim Vorentscheid Operación Triunfo behaupten mussten, wurde er vom öffentlich-rechtlichen Sender RTVE intern ausgewählt. Der Wettbewerb musste aber am 18. März 2020 aufgrund der COVID-19-Pandemie abgesagt werden. Cantó vertrat Spanien im Finale des ESC 2021 in Rotterdam mit dem Popsong Voy a quedarme. Dort erreichte er mit 6 Punkten, welche ausschließlich von den Jurys stammten, den 24. Platz.

## Diskografie

### Alben
| Jahr | Titel       | Höchstplatzierung, Gesamtwochen, AuszeichnungChartsChartplatzierungen (Jahr, Titel, Platzierungen, Wochen, Auszeichnungen, Anmerkungen) | Anmerkungen                              |
| Jahr | Titel       | ES | Anmerkungen                              |
| ---- | ----------- | --- | ---------------------------------------- |
| 2018 | Complicado  | ES1 (43 Wo.)ES | Erstveröffentlichung: 14. September 2018 |
| 2023 | El príncipe | ES10 (1 Wo.)ES | Erstveröffentlichung: 2. Juni 2023       |

### Singles
| Jahr | Titel Album             | Höchstplatzierung, Gesamtwochen, AuszeichnungChartsChartplatzierungen (Jahr, Titel, Album, Platzierungen, Wochen, Auszeichnungen, Anmerkungen) | Anmerkungen |
| Jahr | Titel Album             | ES | Anmerkungen |
| ---- | ----------------------- | --- | ----------- |
| 2017 | In Your Bed Complicado  | ES57 (1 Wo.)ES |             |
| 2018 | Él no soy yo Complicado | ES35 ×2Doppelplatin · (40 Wo.)ES |             |

Weitere Singles
- 2017: Drunk and Irresponsible
- 2018: No volveré (A seguir tus pasos) (ES: Gold)
- 2020: Universo[6]
- 2021: Memoria
- 2021: Voy a quedarme[7]
- 2021: Americana (feat. Echosmith)
- 2022: El bueno acaba mal